# Liste der Kulturdenkmäler in Rödgen (Gießen)
Die folgende Liste enthält die in der Denkmaltopographie ausgewiesenen Kulturdenkmäler auf dem Gebiet des Ortsteils Rödgen der  Stadt Gießen, Landkreis Gießen, Hessen.
Hinweis: Die Reihenfolge der Denkmäler in dieser Liste orientiert sich an der Anschrift, alternativ ist sie auch nach der Bezeichnung, der vom Landesamt für Denkmalpflege vergebenen Nummer oder der Bauzeit sortierbar.
Kulturdenkmäler werden fortlaufend im Denkmalverzeichnis des Landes Hessen durch das Landesamt für Denkmalpflege Hessen auf Basis des Hessischen Denkmalschutzgesetzes (HDSchG) geführt. Die Schutzwürdigkeit eines Kulturdenkmals hängt nicht von der Eintragung in das Denkmalverzeichnis des Landes Hessen oder der Veröffentlichung in der Denkmaltopographie ab.

| Bild                | Bezeichnung                 | Lage                                                                       | Beschreibung | Bauzeit                | Objekt-Nr. |
| ------------------- | --------------------------- | -------------------------------------------------------------------------- | --- | ---------------------- | ---------- |
| weitere Bilder      |                             | Bürgerhausstraße 4 LageFlur: 1, Flurstück: 31                              | | Ende 17. Jahrhundert   | 61972 DDB  |
|                     |                             | Bürgerhausstraße 5 LageFlur: 1, Flurstück: 27/2                            | | Ende 17. Jahrhundert   | 61973 DDB  |
| Bild gesucht BW     |                             | Bürgerhausstraße 6 LageFlur: 1, Flurstück: 30                              | |                        | 61974 DDB  |
|                     |                             | Bürgerhausstraße 8 LageFlur: 1, Flurstück: 38/3                            | |                        | 61976 DDB  |
| weitere Bilder      | Dorfgasthaus                | Bürgerhausstraße 14 LageFlur: 1, Flurstück: 45/1                           | |                        | 61978 DDB  |
| weitere Bilder      |                             | Bürgerhausstraße 2 A LageFlur: 1, Flurstück: 32/5                          | | 1683                   | 61971 DDB  |
|                     |                             | Dreieck 4 LageFlur: 1, Flurstück: 62                                       | |                        | 61980 DDB  |
| weitere Bilder      |                             | Dreieck 8 LageFlur: 1, Flurstück: 59/1                                     | | Ende 17. Jahrhundert   | 61981 DDB  |
|                     |                             | Dreieck 9 LageFlur: 1, Flurstück: 61                                       | |                        | 61982 DDB  |
| Bild gesucht BW     | Gesamtanlage                | Gesamtanlage I Zum Bahnhof Lage                                            | |                        | 61963 DDB  |
| Bild gesucht BW     | Gesamtanlage                | Gesamtanlage II Alter Ortskern Lage                                        | |                        | 61970 DDB  |
| weitere Bilder      | Ehemalige Kleinkinderschule | Kirchenring 7 LageFlur: 1, Flurstück: 225                                  | |                        | 61983 DDB  |
|                     |                             | Kirchenring 11 LageFlur: 1, Flurstück: 13                                  | |                        | 61985 DDB  |
| weitere Bilder      | Evangelische Kirche         | Kirchenring 12 LageFlur: 1, Flurstück: 2/1                                 | Zweizonig gegliederte Predigtkirche in barocker Tradition mit Mansarddach, außen wie innen streng symmetrisch gestaltet, gedrungener Chorturm an der Westseite wohl 1739 neu aufgeführt, zweigeschossiger Helmaufbau mit welscher Haube | 1893                   | 61986 DDB  |
|                     |                             | Kirchenring 15 LageFlur: 1, Flurstück: 11/3                                | | Ende 17. Jahrhundert   | 61987 DDB  |
|                     |                             | Lange Ortsstraße 22 LageFlur: 1, Flurstück: 300                            | | Anfang 19. Jahrhundert | 61989 DDB  |
|                     |                             | Lange Ortsstraße 34 LageFlur: 1, Flurstück: 379/1                          | |                        | 61991 DDB  |
|                     |                             | Rosengasse 6 LageFlur: 1, Flurstück: 393/1                                 | | Ende 18. Jahrhundert   | 61993 DDB  |
|                     |                             | Rosengasse 22 LageFlur: 1, Flurstück: 371/1                                | | 1895 bis 1905          | 62001 DDB  |
| Wasserbehälter      | Wasserbehälter              | Rosengasse o. Nr. LageFlur: 1, Flurstück: 367                              | | 1903                   | 62002 DDB  |
| weitere Bilder      |                             | Udersbergstraße 1 LageFlur: 1, Flurstück: 3                                | |                        | 61995 DDB  |
|                     |                             | Udersbergstraße 2 LageFlur: 1, Flurstück: 63                               | | Anfang 19. Jahrhundert | 61996 DDB  |
| Bild gesucht BW     |                             | Udersbergstraße 3 LageFlur: 1, Flurstück: 6/3                              | |                        | 61997 DDB  |
|                     |                             | Udersbergstraße 6 LageFlur: 1, Flurstück: 70/1                             | |                        | 61998 DDB  |
|                     |                             | Udersbergstraße 29/Friedrich-Ebert-Straße 34 LageFlur: 1, Flurstück: 177/1 | |                        | 62003 DDB  |
|                     |                             | Zum Bahnhof 4 LageFlur: 1, Flurstück: 21/2                                 | |                        | 61964 DDB  |
| weitere Bilder      |                             | Zum Bahnhof 12 LageFlur: 1, Flurstück: 234/1                               | | 1895 bis 1905          | 61967 DDB  |
|                     |                             | Zum Bahnhof 15 LageFlur: 1, Flurstück: 266/3                               | |                        | 61968 DDB  |
| Sachgesamtheit Burg | Sachgesamtheit Burg         | Zum Bahnhof 28 LageFlur: 1, Flurstück: 259/2+260/8                         | | 1664                   | 62000 DDB  |
| weitere Bilder      | Ehemalige Zigarrenfabrik    | Zum Bahnhof 6-6A LageFlur: 1, Flurstück: 230                               | | 1895 bis 1905          | 61965 DDB  |